# Liprin-alpha-1
Liprin-alpha-1‏ (PTPRF interacting protein alpha 1) هوَ بروتين يُشَفر بواسطة جين Liprin-alpha-1 في الإنسان.